# Mijo Lamot
Mijo Lamot je hrvatski književnik i povjesničar. Bio je dijelom plejade hrvatskih svećenika pripovjedača iz prve polovice 19. stoljeća.